# Two-up

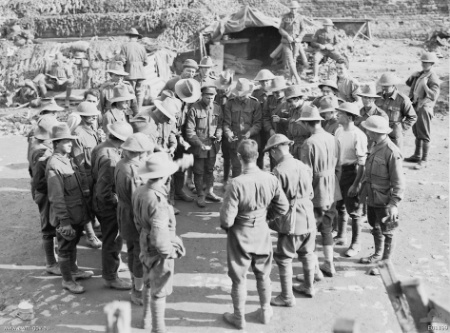
Australische frontsoldaten spelen two-up nabij Ieper op 23 december 1917

Two-up is een gokspel dat voornamelijk in Australië wordt gespeeld. Het spelen van two-up is een traditie op Anzacdag.

## Geschiedenis
Over het ontstaan van het spel is weinig met zekerheid geweten maar het lijkt een variatie op kruis of munt. Two-up was in de 18e eeuw populair bij Ieren en minder gegoede Engelsen. Het werd vermoedelijk door gevangenen in Australië geïntroduceerd. In de jaren 1850 werd het spel op de goudvelden in de oostelijke kolonies gespeeld vanwaaruit het zich met de volgende goldrushes over de rest van Australië verspreidde.
Tijdens de Eerste Wereldoorlog was het spel populair onder de Australische frontsoldaten. Het werd gespeeld op de vieringen bij de terugkeer van de soldaten waardoor het een traditie werd op Anzacdag, de dag waarop Australië en Nieuw-Zeeland al hun inwoners herdenken die in oorlogen, conflicten of vredesoperaties gesneuveld zijn of gediend hebben.
De populariteit daalde in de jaren 1950 door de opkomst van Baccarat en de introductie van legale gokautomaten. In 1973 werd two-up legaal als een tafelspel in het toen net geopende casino van Hobart. Het wordt nog gespeeld in de casino's Crown Perth en Crown Melbourne.
Het spel werd gelegaliseerd op de feestdagen Anzacdag, Victory in the Pacific Day, Remembrance Day en op een aantal plaatsen in de outback.

## Het spel

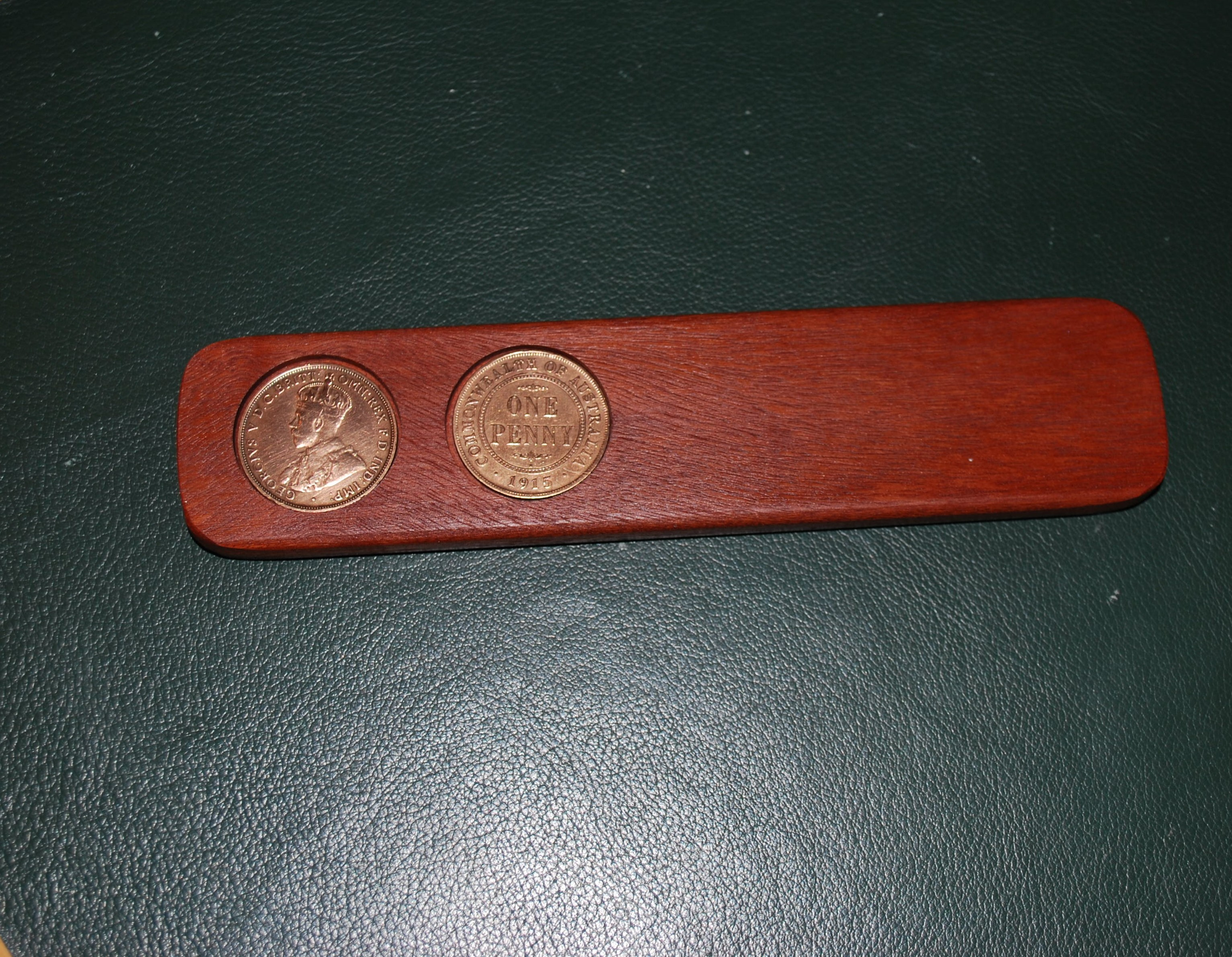
'kip' met twee 'pennies'

Het spel wordt traditioneel met 'pennies' gespeeld omdat het gewicht, de grootte en het oppervlak van de muntstukken er ideaal voor zijn. De muntstukken zijn niet meer in gebruik sinds het decimale stelsel werd ingevoerd in 1966 maar de oude muntstukken worden nog elk jaar bovengehaald om het spel te spelen.
De 'ringer' roept de 'spinner' op om te beginnen. De 'spinner' dient een weddenschap aan te gaan met een andere speler en treedt de ring binnen. De 'spinner' gooit vervolgens de twee muntstukken op. Als ze beide met de kop opwaarts vallen wint de 'spinner' de inleg. Vallen ze beide met munt opwaarts dan verliest de 'spinner' zijn inleg en zijn recht om op te gooien waarna de volgende in de ring aan de beurt is. Als de muntstukken ongelijk vallen gooit de 'spinner' terug op. De spelers in de cirkel die niet aan zet zijn kunnen tegen elkaar gokken of de muntstukken kop of munt zullen vallen. Als de spinner wint kan hij kiezen, ofwel wedt en gooit hij terug op ofwel gooit hij de 'kip' in de ring en is het aan de volgende.
Er bestaan verschillende variaties op deze manier van spelen.

## Trivia
- Op de langspeler Blow Up Your Video van de Australische band AC/DC uit 1988 staat een nummer getiteld Two-up.
- In een in 2014 uitgezonden aflevering van de televisieserie Peaky Blinders worden een paard en een auto verwed in een spelletje two-up.
- Zeven kilometer ten noorden van Kalgoorlie, nabij de Goldfields Highway, is de enige wettelijke two-up-school van West-Australië actief.[4]